# Elecciones al Parlamento Europeo de 1981 (Grecia)
En las elecciones al Parlamento Europeo de 1981 en Grecia, celebradas en junio, se escogió a los 24 representantes de dicho país para la primera legislatura del Parlamento Europeo. Tras su reciente incorporación a la Unión Europea, es la primera participación de Grecia en unos comicios europeos, celebrados de forma intercalada en medio de una legislatura.

## Resultados
| Datos de participación | Datos de participación | Datos de participación |
| ---------------------- | ---------------------- | ---------------------- |
| Censo electoral        | 7.059.778              | 100%                   |
| Votantes               | 5.752.344              | 81,5                   |
| Abstención             | 1.307.434              | 18,5                   |
| A candidatura          | 5.677.661              |                        |

| ← Elecciones al Parlamento Europeo de 1981 →    |           |       |         |
| Partido                                         | Votos     | %     | Escaños |
| Movimiento Socialista Panhelénico (PASOK)       | 2.278.030 | 40,12 | 10      |
| Nueva Democracia (ND)                           | 1.779.462 | 31,34 | 8       |
| Partido Comunista de Grecia (KKE)               | 729.052   | 12,84 | 3       |
| Kommunistiko Komma Ellados - Esoterikou (KKE-E) | 300.841   | 5,30  | 1       |
| Partido Socialista Democrático (KODISO)         | 241.666   | 4,26  | 1       |
| Komma ton Prodeftikon (KP)                      | 111.245   | 1,96  | 1       |
| CD (CD)                                         | 65.056    | 1,15  | 0       |
| Enosi - Dimokratiku - Kentru (EDIK)             | 63.673    | 1,12  | 0       |
| Komma (Neo)Fileleftheron (KF)                   | 59.141    | 1,04  | 0       |
| KEME (KEME)                                     | 49.495    | 0,87  | 0       |